# Politique en Arménie
 (mai 2018).
La politique en Arménie, une république caucasienne, se caractérise depuis 2018 par un régime parlementaire.

## Système gouvernemental et évènements politiques

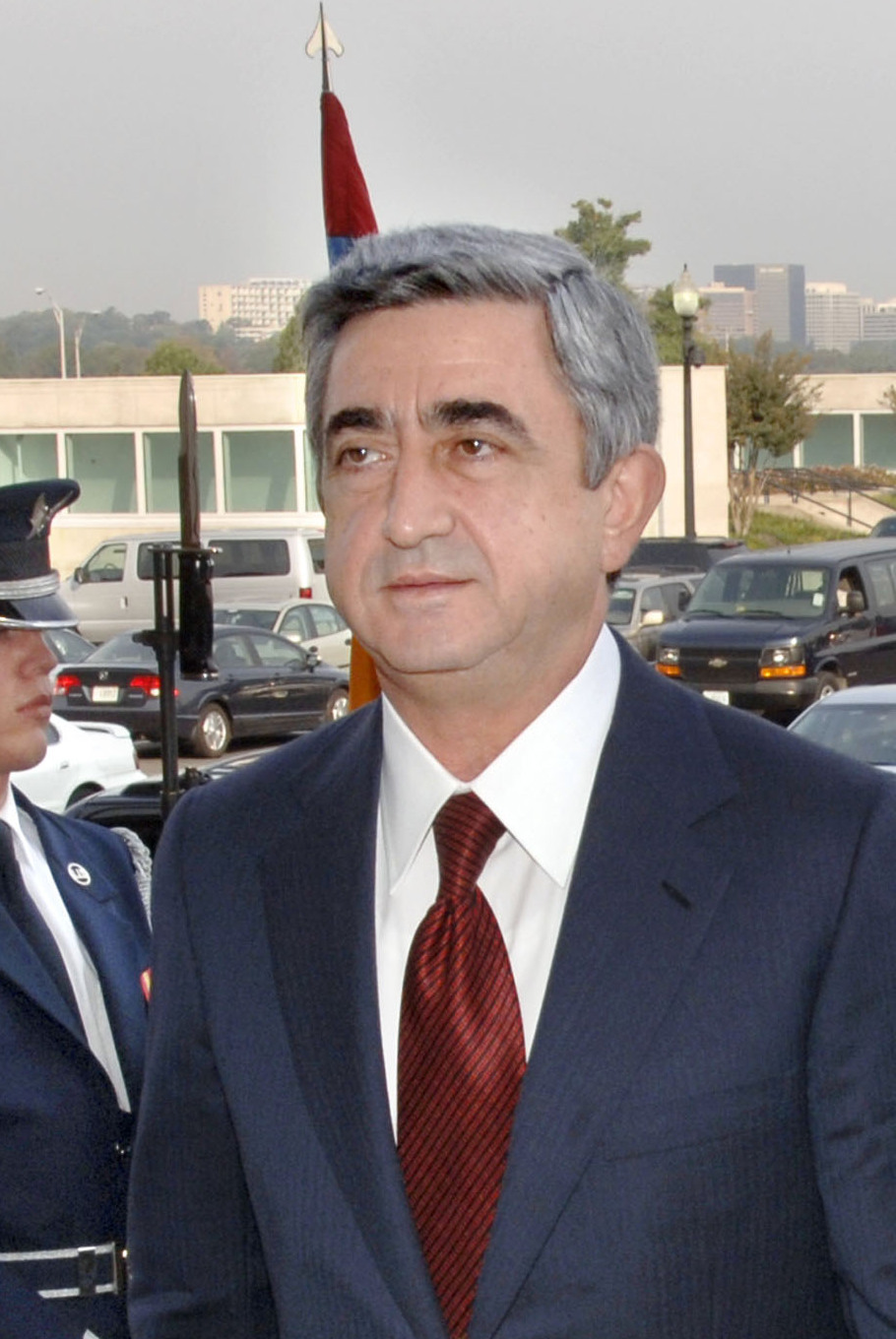
Serge Sarkissian

D'un point de vue politique, l'Arménie dispose jusqu'à 2015 d'un régime présidentiel avec à sa tête Serge Sarkissian (1954-), élu en 2008 et réélu en 2013. Le premier président arménien fut Levon Ter-Petrossian (1945-), qui avait pris les rênes du pays en 1991. Il avait été réélu en 1996 mais les élections avaient été contestées. En 1998, affaibli dans son pays après avoir souhaité renégocier le statut du Haut-Karabagh, il est poussé à la démission avant d'être remplacé par Robert Kotcharian (1954-). Ce dernier est réélu en 2003.
Le premier mandat de Robert Kotcharian est marqué d'une part, par la défaite de sa coalition parlementaire, lors des élections législatives d'avril 1999, remportées par l'alliance « Unité », menée conjointement par l'ancien secrétaire général du Parti communiste arménien, Karen Demirtchian (1932-1999), et le ministre de la Défense, Vazgen Sargsian (1959-1999). Robert Kotcharian est contraint de nommer Vasgen Sargsian au poste de Premier ministre, tandis que Karen Demirtchian devient président de l'Assemblée nationale.
Un second événement d'importance est l'irruption d'hommes armés dans l'enceinte de l'Assemblée nationale, en octobre de la même année, qui se conclut par un bain de sang, au cours duquel Demirtchian et Sarkissian, ainsi que plusieurs autres politiciens de premier plan, sont assassinés par les insurgés.
Le 27 décembre 2004, après plusieurs heures d'un débat à huis clos, l'Assemblée nationale décide d'envoyer pour un an un contingent de 46 spécialistes chargés d'opérations humanitaires en Irak. Cette décision est prise malgré une très forte opposition parlementaire et civile. Les États-Unis promettent de financer la majeure partie des coûts associés aux troupes arméniennes. Les motivations du gouvernement arménien sont plus liées à la politique caucasienne qu'à la situation irakienne : l'Arménie est le seul des trois États du Caucase (Géorgie, Azerbaïdjan) à ne pas avoir envoyé de troupes pour soutenir les États-Unis.
Le 27 novembre 2005, une réforme constitutionnelle (initiée par le Conseil de l'Europe) en vue de réduire les pouvoirs du président est adoptée par voie référendaire. La majorité des partis politiques soutenaient les amendements constitutionnels.
Le 6 décembre 2015, un nouveau référendum transforme le régime semi-présidentiel en régime parlementaire. La réforme s'applique à compter de l'élection présidentielle (au suffrage indirect) d'avril 2018.

## Élections

### Présidentielles
Depuis son indépendance, l'Arménie a connu cinq élections présidentielles. Celle de 1991 a vu l'élection au premier tour de Levon Ter-Petrossian, et celle de 1996 sa réélection, toujours au premier tour, mais entachée d'accusations de fraudes. En 1998, après sa démission, c'est Robert Kotcharian, son premier ministre, qui est élu au second tour ; il est réélu, encore au second tour, en 2003. En 2008, le premier ministre, Serge Sarkissian, remporte l'élection dès le premier tour, de même qu'en 2013. Du 9 avril 2018 au 22 janvier 2022 le président de la République est Armen Sarkissian. Depuis le 13 mars 2022 Vahagn Khatchatourian, élu au second tour du scrutin le 3 mars 2022, est le 5e président de la république d'Arménie.

### Législatives

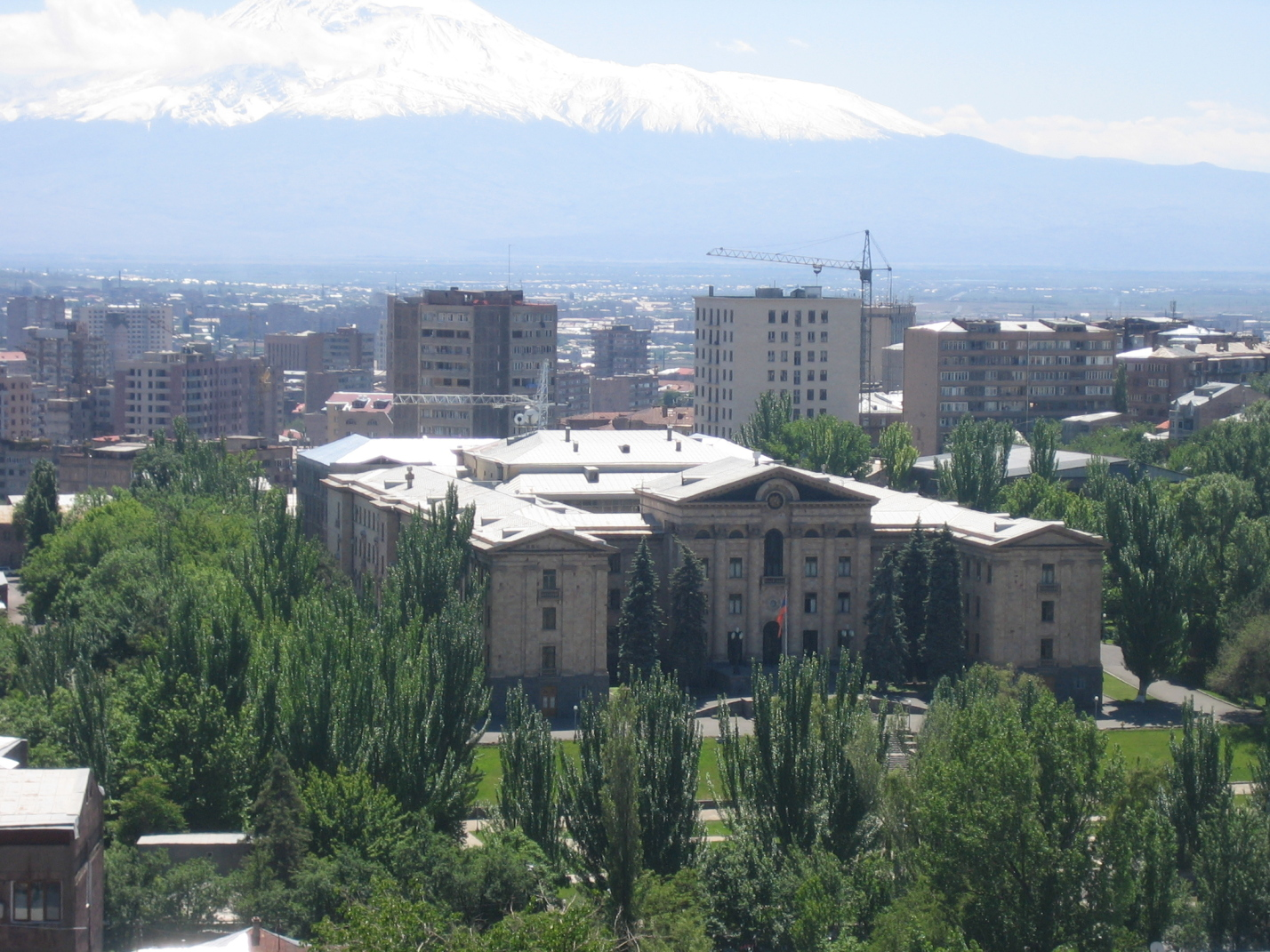
L'Assemblée nationale arménienne.

#### Législatives du 25 mai 2003
Les élections législatives du 25 mai 2003 confirment la victoire de la coalition pro-Kotcharian entre le HHK. Le HHK remporte 23,5 % des suffrages et 31 sièges sur 131 à l’Assemblée nationale. La légitimité des élections organisées par le régime Kotcharian sont fortement contestées par les observateurs de l'OSCE et du conseil de l'Europe.

#### Législatives du 12 mai 2007
Les législatives du 12 mai 2007 voient le HHK remporter 33 % des voix et les deux autres partis de la coalition pro-Kotcharian (Arménie prospère et État de Droit) obtenir 22 % des voix. Deux partis d'opposition sont représentés à l'Assemblée nationale, Héritage et la Fédération révolutionnaire arménienne. L'opposition a contesté la régularité du scrutin mais les observateurs de la Communauté des États indépendants, de l'OSCE, du conseil de l'Europe et du parlement européen ont parlé d'amélioration par rapport aux précédentes élections,.

#### Législatives du 6 mai 2012
Les élections législatives ont eu lieu le 6 mai 2012. Elles débouchent sur la mise en place d'une coalition gouvernementale rassemblant le HHK (69 sièges) et l'OEK (6 sièges) menée par le premier ministre sortant, Tigran Sarkissian.

#### Législatives du 2 avril 2017
Les élections législatives ont eu lieu le 2 avril 2017.  Elles sont remportées par le HHK, qui conserve la majorité absolue à l'Assemblée nationale avec 58 sièges. Le parti garde le pouvoir au sein d'une coalition avec la  Fédération révolutionnaire arménienne (7 sièges) menée par le premier ministre sortant, Karen Karapetian.

#### Législatives du 9 décembre 2018
Les élections législatives ont eu lieu le 9 décembre 2018.  Il s'agit d'élections anticipées à la suite de la révolution arménienne de 2018 ayant provoqué la chute du Premier ministre Serge Sarkissian le 23 avril 2018. Le scrutin a pour résultat une large victoire de l'Alliance « Mon pas » du meneur de la révolution et nouveau Premier ministre Nikol Pachinian, qui réunit à elle seule plus des deux tiers des suffrages avec 88 sièges.

#### Législatives du 20 juin 2021
Les élections législatives ont eu lieu le 20 juin 2021. Initialement prévues pour 2023, elles sont convoquées de manière anticipée à la suite des tensions causées par la défaite arménienne dans la guerre de 2020 au Haut-Karabagh, qui voit le gouvernement du Premier ministre Nikol Pachinian fortement remis en cause. Malgré toute attente, le parti Contrat civil de Pachinian, bien qu'en recul en termes de suffrages, remporte largement les élections (71 sièges).

## Relations diplomatiques
L'Arménie a des relations difficiles avec deux de ses voisins : l'Azerbaïdjan et la Turquie. Les relations avec l'Azerbaïdjan sont difficiles en raison de la question du Haut-Karabagh. Les relations avec la Turquie sont très conflictuelles en raison du refus de l'État turc de reconnaître le génocide arménien de 1915-1916. Cependant, les relations arméno-turques sont actuellement moins tendues, notamment avec l'invitation du président Abdullah Gül en Arménie par Serge Sarkissian pour assister au match de football Arménie-Turquie.
Les relations avec l'Iran qui s'étaient dégradées depuis l'installation d'un régime islamiste à Téhéran en 1979, sont, aujourd'hui, redevenues bien meilleures et tendraient même à se renforcer comme en témoigne la construction du gazoduc reliant les deux pays.

## Galerie de personnalités politiques
Liste des présidents de la république d'Arménie

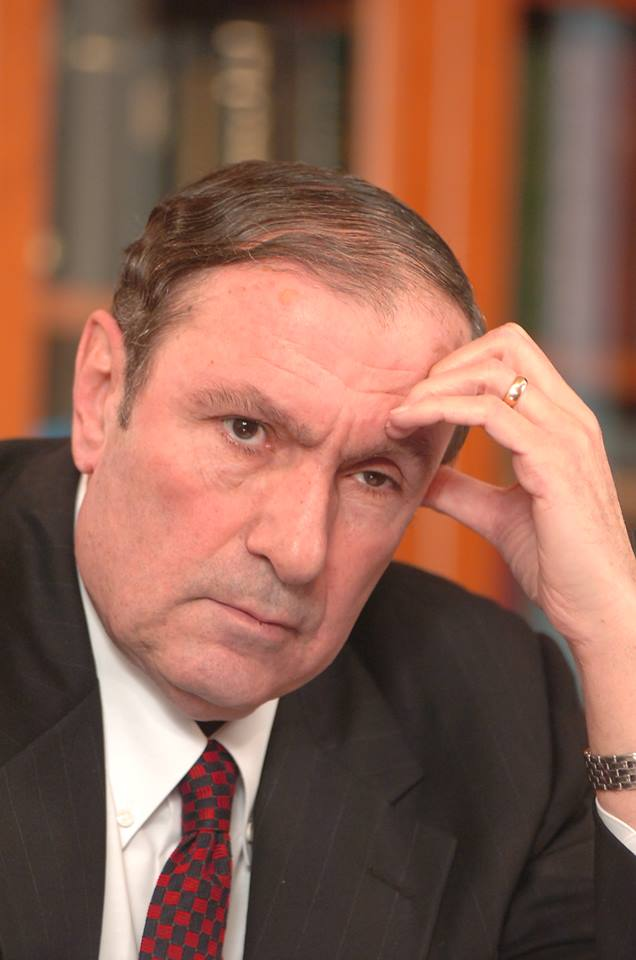
Levon Ter-Petrossian 1991-1998
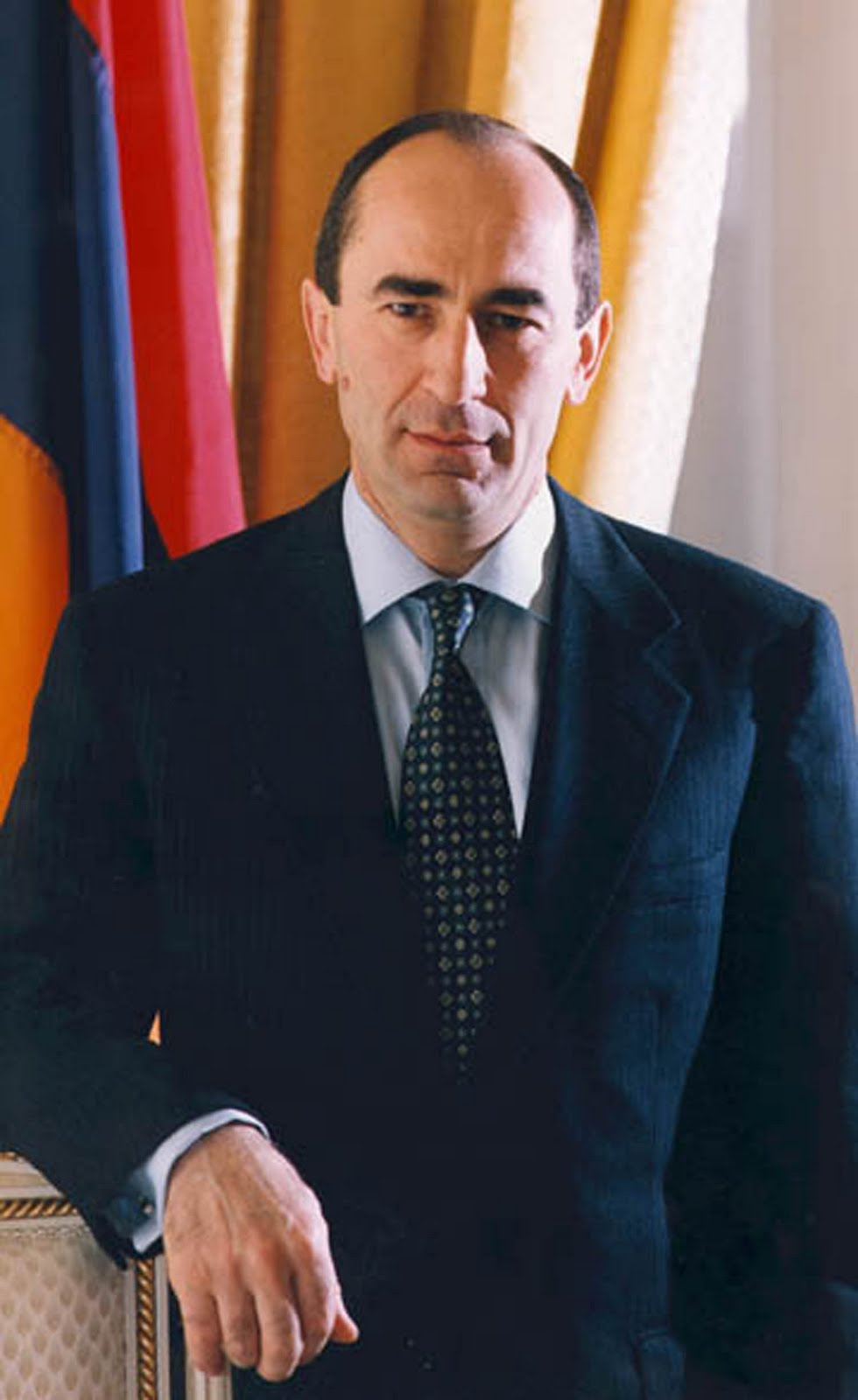
Robert Kotcharian 1998-2008
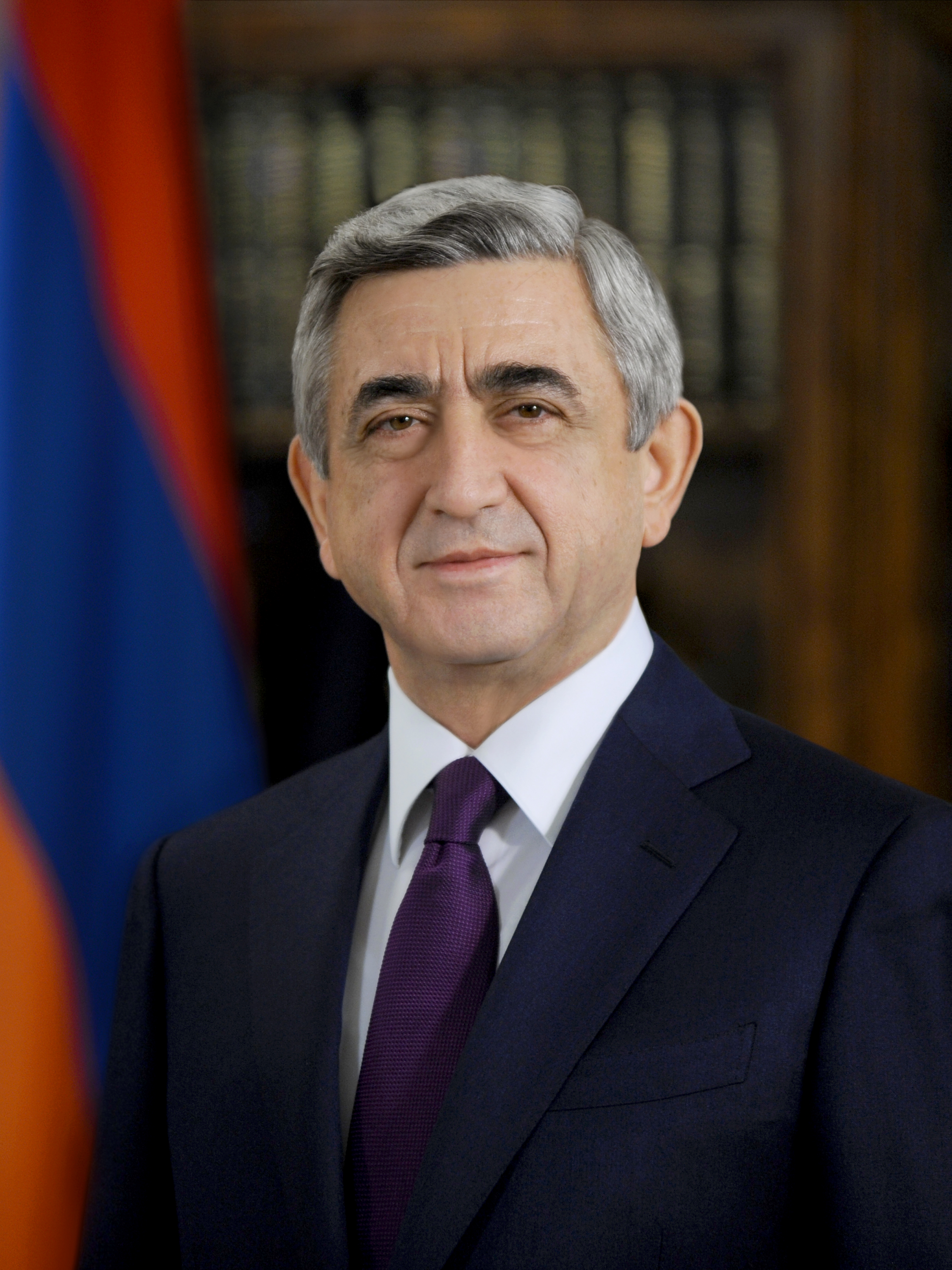
Serge Sarkissian 2008-2018
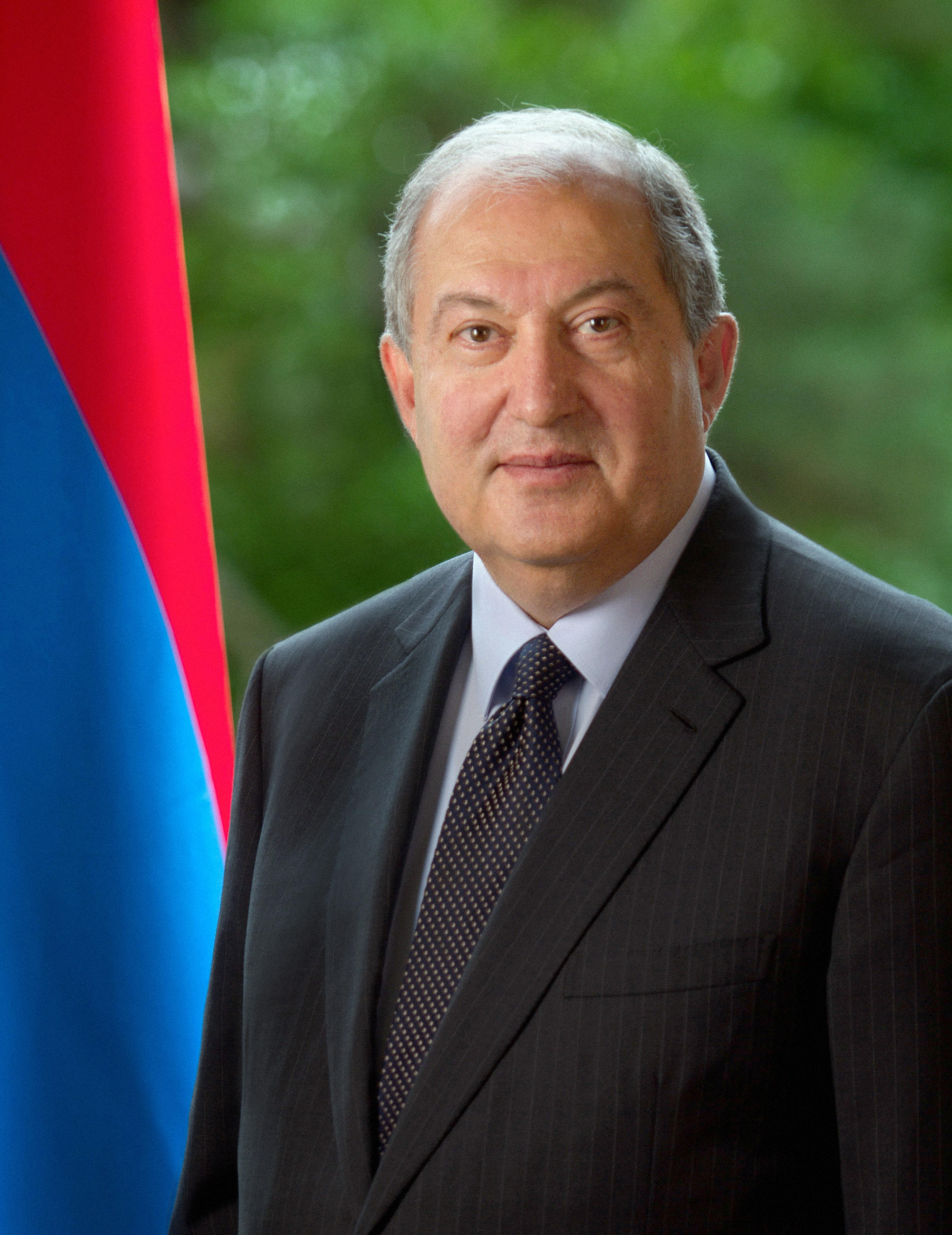
Armen Sarkissian 2018-2022
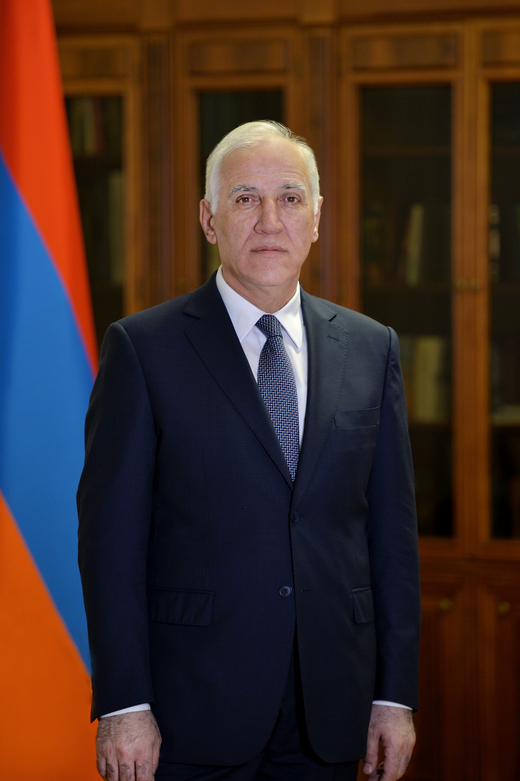
Vahagn Khatchatourian 2022-présent

Liste des Premiers ministres d'Arménie

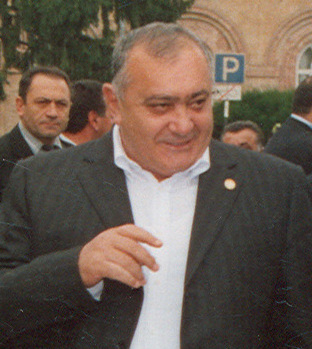
Andranik Margarian 2000-2007
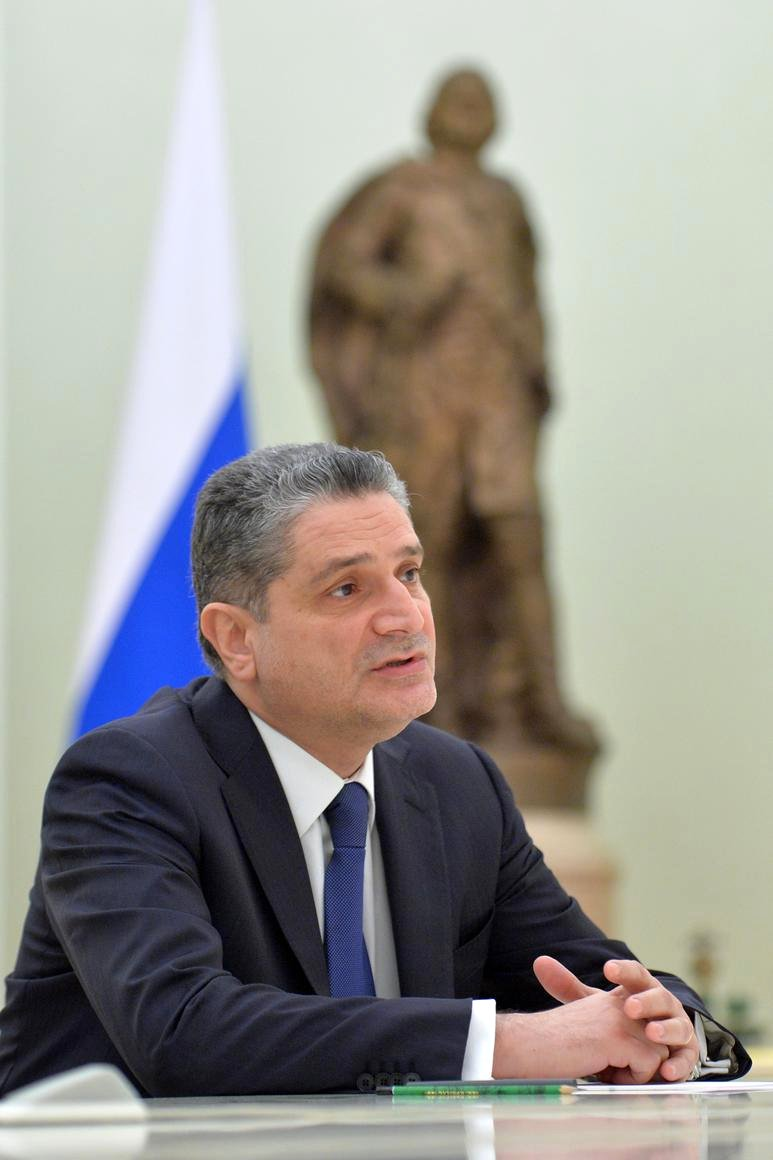
Tigran Sarkissian 2008-2014
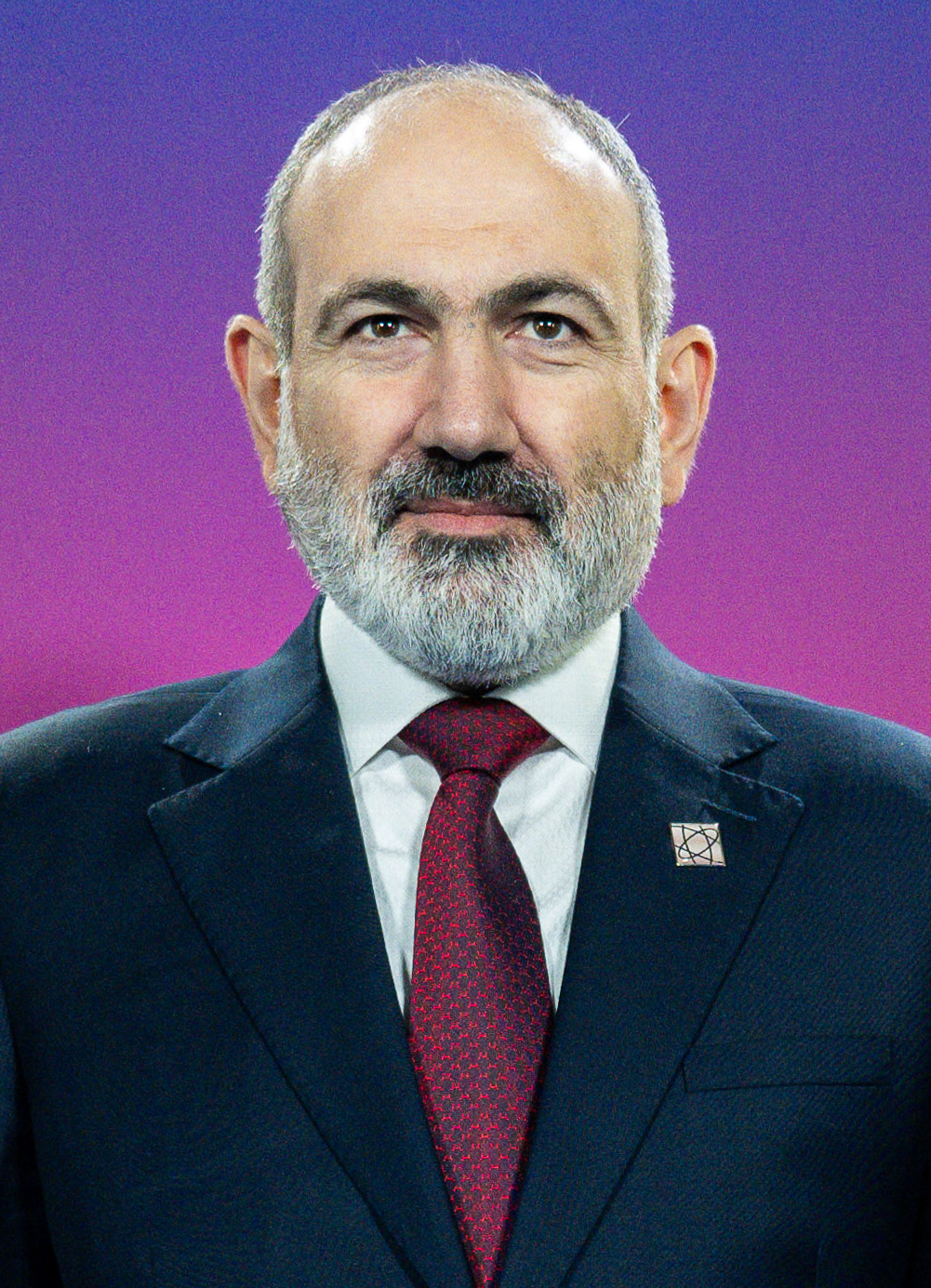
Nikol Pachinian 2018-présent